# Merlin l'Enchanteur (Quinet)
Pour les articles homonymes, voir Merlin l'Enchanteur (homonymie).
Merlin l'Enchanteur est un livre de l'historien Edgar Quinet, achevé avec difficultés en Suisse et publié en 1860. Il constitue « sans doute l'œuvre majeure de la réception de la légende merlinienne [sur le sol français], au XIXe siècle ».
Edgar Quinet y construit un mythe romantique autour du personnage de Merlin, inspiré de multiples traditions et d'écrits plus anciens. Il en fait un prophète, poète, enchanteur puissant mais néanmoins enseveli vivant par la femme qu'il aime.